# Farní sbor Českobratrské církve evangelické v Hronově
Farní sbor Českobratrské církve evangelické v Hronově je sborem Českobratrské církve evangelické v Hronově. Sbor spadá pod Královéhradecký seniorát.
Farářem sboru je Petr Grendel a kurátorkou sboru je Barbora Trenčanská.

## Faráři sboru
- Jaromír Strádal st (1970–1996)
- Michal Kitta (1996–2018)
- Petr Grendel (2018–)